# Society of Vertebrate Paleontology
De Society of Vertebrate Paleontology (SVP) is een professionele organisatie die in 1940 in de Verenigde Staten werd opgericht om de wetenschap van de paleontologie van gewervelde dieren over de hele wereld te bevorderen.

## Doelstelling en activiteiten
SVP heeft internationaal ongeveer 2.300 leden en houdt jaarlijkse wetenschappelijke conferenties in Noord-Amerika en elders. Het is georganiseerd voor educatieve en wetenschappelijke doeleinden met als missie de wetenschap van de paleontologie van gewervelde dieren te bevorderen en de gemeenschappelijke belangen te dienen en de samenwerking te vergemakkelijken van alle personen die zich bezighouden met de geschiedenis, evolutie, vergelijkende anatomie en taxonomie van gewervelde dieren, evenals als veldvoorkomen, verzameling en studie van fossiele gewervelde dieren en de stratigrafie van de bedden waarin ze worden gevonden. SVP houdt zich ook bezig met conservatie en behoud van fossielen. SVP-publicaties zijn onder meer de Journal of Vertebrate Paleontology, de SVP Memoir Series, het News Bulletin, theBibliography of Fossil Vertebrates en meest recentelijk Palaeontologia Electronica.

## Geschiedenis
SVP werd in 1940 opgericht als een onafhankelijke vereniging door een groep wetenschappers die zes jaar eerder de sectie van de paleontologie van gewervelde dieren hadden gevormd in de Paleontological Society. Onder de stichtende leden waren George Gaylord Simpson, die negen jaar later ook een van de oprichters was van de Society for the Study of Evolution, en Alfred Sherwood Romer. De leden van de SVP wilden een sterke focus op evolutie en zoölogie behouden in een tijd waarin de Paleontological Society steeds meer biostratigrafisch en industriegericht werd. De eerste president van de SVP was Al Romer (1940-1941) en de huidige president is Jessica Theodor. Zes van de laatste acht presidenten van de SVP waren vrouwen (Annalisa Berta, Catherine E. Badgley, Blaire Van Valkenburgh, Catherine Forster, Emily Rayfield en Jessica Theodor), evenals de gekozen president (Margaret Lewis).

## Overheidsbeleid
SVP is van mening dat gewervelde fossielen belangrijke niet-hernieuwbare paleontologische hulpbronnen zijn die worden beschermd door federale, staats- en lokale milieuwetten en -richtlijnen, en dat wetenschappelijk belangrijke fossielen, vooral die gevonden op openbare grond, in  publieke curatele moeten worden gehouden, bij voorkeur in een museum of onderzoeksinstelling, waar ze de wetenschappelijke gemeenschap als geheel ten goede kunnen komen. De wet op het behoud van paleontologische hulpbronnen S. 546 en H.R. 2416 werden geïntroduceerd in het Amerikaans Congres met de steun van SVP. SVP is ook betrokken geweest bij juridische stappen om de oorspronkelijke grenzen van de nationale monumenten Grand Staircase-Escalante en Bears Ears te beschermen, die beide zijn opgericht om paleontologische hulpbronnen te beschermen.
De ethische verordening van SVP stelt: De ruil, verkoop of aankoop van wetenschappelijk belangrijke fossielen van gewervelde dieren wordt niet gedoogd, tenzij het hen in een openbaar curatele brengt of houdt. Daarom heeft de SVP bepleit dat wetenschappelijk belangrijke fossielen, zoals het skelet van theropoda dat in 2018 in Parijs werd geveild, worden geplaatst in openbare bewaarplaatsen zoals die van grote musea en universiteiten.
Het standpunt van de SVP is dat het fossielenbestand van gewervelde dieren ondubbelzinnig de hypothese ondersteunt dat gewervelde dieren in de loop van de tijd zijn geëvolueerd en dat evolutie het centrale organiserende principe van de biologie is, begrepen als afstamming met modificatie en ook belangrijk is voor de geologie. De Society is van mening dat alleen wetenschappelijk onderbouwde evolutietheorie op school mag worden onderwezen en dat creationisme en intelligent ontwerp geen plaats hebben in het wetenschappelijke curriculum. Hiertoe heeft SVP programma's opgezet om opvoeders te trainen in het lesgeven over evolutie.